# Магідов Ігор Олегович
Ігор Олегович Магідов (23 серпня 1959) — радянський хокеїст, воротар.

## Біографічні відомості
Вихованець московського «Динамо». У команді юніорів його тренером був Юрій Крилов, а серед партнерів Андрій Тишков, Віктор Глушенков і Володимир Шашов. Виступав за команди майстрів «Динамо» (Харків) і «Дизеліст» (Пенза). Другий за кількістю проведених матчів у чемпіонаті СРСР серед голкіперів українського клубу (197). У сезоні 1987/1988 вніс вагомий внесок у здобуття путівки до вищої ліги. Всього в першій лізі чемпіонату СРСР зіграв 211 ігор, у другій — 56.

## Статистика
| Сезон   | Клуб              | Ліга   | І  | ПГ | КН | ШХ |
| ------- | ----------------- | ------ | -- | -- | -- | -- |
| 1979-80 | «Динамо» (Харків) | СРСР-3 | 2  |    |    |    |
| 1980-81 | «Динамо» (Харків) | СРСР-3 | 20 |    |    |    |
| 1981-82 | «Динамо» (Харків) | СРСР-3 | 28 |    |    |    |
| 1982-83 | «Динамо» (Харків) | СРСР-2 | 15 |    |    |    |
|         | «Дизеліст»        | СРСР-2 | 31 |    |    |    |
| 1983-84 | «Дизеліст»        | СРСР-2 | 39 |    |    |    |
| 1984-85 | «Динамо» (Харків) | СРСР-2 | 31 |    |    |    |
| 1985-86 | «Динамо» (Харків) | СРСР-2 | 35 |    |    |    |
| 1986-87 | «Динамо» (Харків) | СРСР-2 | 21 |    |    |    |
| 1987-88 | «Динамо» (Харків) | СРСР-2 | 39 |    |    |    |